# Indische Schienenrüstung
Eine Indische  Schienenrüstung, auch engl. Splinted Armour, ist eine Schutzwaffe aus Indien.

## Beschreibung
Eine Indische Schienenrüstung besteht in der Regel aus einer Kettenrüstung, die mit Schienen aus Stahl verstärkt ist. Die Ringe der Kettenrüstung werden auf einem Untergewand aus Leder befestigt. Das Ledergewand dient dazu, die unter dem Kettenhemd liegende Kleidung oder die Haut vor der Reibung durch die Metallglieder zu schützen, aber auch zur Wärmeregulation des menschlichen Körpers. Die Kettenrüstung ist an den empfindlichen Körperstellen, Unterbauch, Rücken und Brustbereich, mit Schienen aus Metall verstärkt, die mit dem Kettengewebe verbunden sind. Die Versionen dieser Rüstung variieren in der Zahl der Metallschienen und deren Ausführung, je nach Version sind mehr oder weniger dieser Schienen angebracht.